# Evelyn Nesbitová
Florence Evelyn Nesbitová (25. prosince 1884 Tarentum (Pensylvánie) – 17. ledna 1967 Santa Monica) byla americká modelka a herečka. Pro svůj vzhled a skandální život se stala mediální celebritou počátku 20. století.

## Životopis
Její rodina zchudla po předčasné smrti otce, pracovala ve Filadelfii jako prodavačka a začala pózovat místním umělcům. V roce 1900 se odstěhovala do New Yorku, kde se stala jednou z nejžádanějších modelek. Její snímky pořídili Otto Sarony a Rudolf Eickemeyer, objevovala se v časopiseckých reklamách, kreslíř Charles Dana Gibson pořídil proslulou karikaturu nazvanou Věčná otázka, portrét Nesbitové z profilu, na kterém má uvolněný pramen vlasů podobu otazníku. Jejími milenci byli architekt Stanford White nebo herec John Barrymore. Vystupovala také jako sboristka v muzikálovém Casino Theatre. V roce 1905 se provdala za milionářského dědice Harryho Kendalla Thawa. Thaw byl duševně labilní a závislý na drogách, Nesbitová vypověděla, že ji opakovaně fyzicky týral. Thaw také chorobně žárlil na Stanforda Whitea jako na prvního milence své ženy a 25. června 1906 jej zastřelil na střešní terase Madison Square Garden. Následné soudní řízení bylo v tisku označováno jako „proces století“, Thaw byl nakonec uznán nesvéprávným a umístěn v psychiatrické léčebně. Nesbitové se roku 1910 narodil syn Russell William Thaw, později známý letec. Údajně ho počala s Thawem během jedné z jejích návštěv v ústavu.
V roce 1915 bylo manželství rozvedeno. O rok později se Nesbitová provdala za tanečníka Jacka Clifforda, s nímž se rozvedla roku 1933. Vystupovala ve vaudevillech a hrála v několika němých filmech,, později pracovala jako učitelka na výtvarné škole, vydala knihy pamětí The Story of My Life a Prodigal Days. Zemřela v domově důchodců v Santa Monice ve věku 82 let.
V roce 1955 vznikl o jejím životě film The Girl in the Red Velvet Swing s Joan Collinsovou v hlavní roli. Je také jednou z hlavních postav románu E. L. Doctorowa Ragtime, ve filmové adaptaci, kterou roku 1981 natočil Miloš Forman, hrála Nesbitovou Elizabeth McGovernová.

## Galerie
Autor fotografií: Rudolf Eickemeyer:

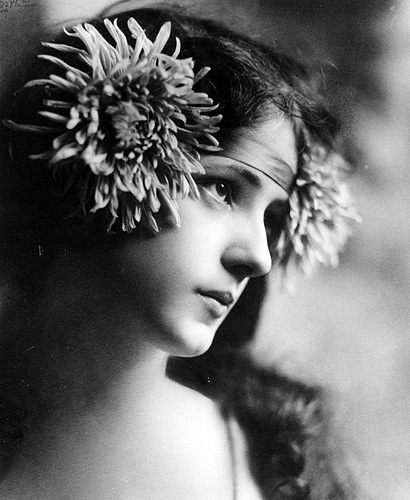
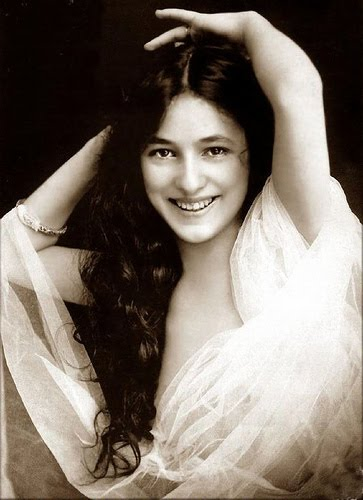
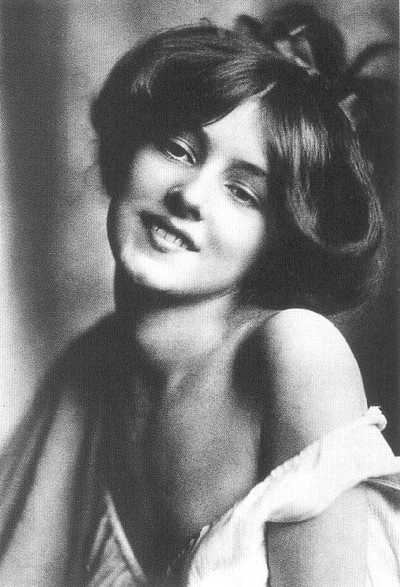
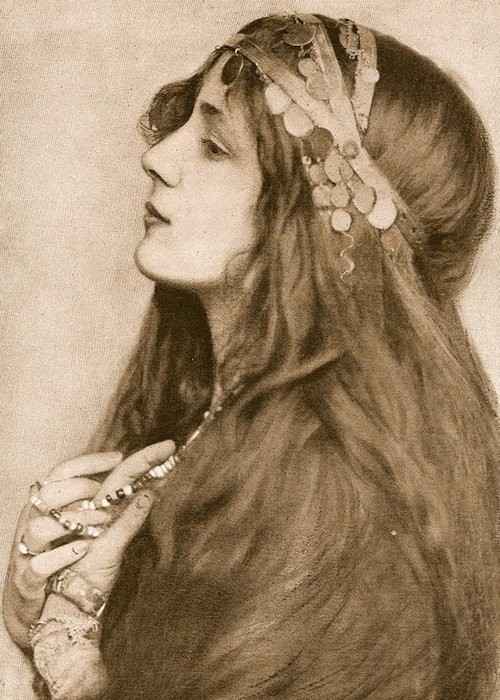
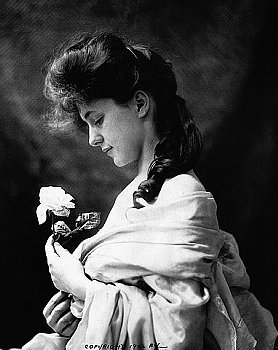